# Tortricoidea
De Tortricoidea vormen een algemeen geaccepteerde superfamilie van vlinders. In deze superfamilie zijn ruim tienduizend soorten beschreven, verdeeld over ruim duizend geslachten, die allemaal in één familie worden geplaatst.

## Families
- Tortricidae Latreille, 1802 - Bladrollers